# Zamarada serrula
Zamarada serrula là một loài bướm đêm trong họ Geometridae.